# Kallima huttoni
Kallima huttoni är en fjärilsart som beskrevs av Moore 1879. Kallima huttoni ingår i släktet Kallima och familjen praktfjärilar. Inga underarter finns listade i Catalogue of Life.